# غنز آن روزز
جنز آن روزز أو بنادق وورود (بالإنجليزية: Guns N' Roses)‏ فرقة موسيقية أمريكية تأسست في 1985 بلوس أنجلوس تتكون حالياً من المغنين آكسل روز وديزي ريد وتومي ستينسون وكريس بيتمان ودي جي آشبا وريتشارد فورتوس ورون ثال وفرانك فيرير. أصبحت الفرقة بعد سنوات محدودة من تكوينها إحدى أشهر فرق الهارد روك في العالم.

حتى العام 2008 باعت الفرقة ما يقارب ال100 مليون ألبوم موسيقي 41 مليون منها في الولايات المتحدة فقط

## روابط خارجية
- غنز آن روزز على موقع IMDb (الإنجليزية)
- غنز آن روزز على موقع الموسوعة البريطانية (الإنجليزية)
- غنز آن روزز على موقع ميوزك برينز (الإنجليزية)
- غنز آن روزز على موقع رولينغ ستون (الإنجليزية)
- غنز آن روزز على موقع أول ميوزيك (الإنجليزية)
- غنز آن روزز على موقع ديسكوغز (الإنجليزية)